# Aurelio Ghersi
Aurelio Ghersi (Messina, 1892 – Messina, 1970) è stato un ingegnere italiano specializzato nell'edilizia civile.

## Opere
- Chiesa madre Maria SS. Assunta e sistemazione piazza, Castell'Umberto, 1931.
- Istituto Scolastico, Castell'Umberto, anni 1931/32.
- Case economiche negli isolati 7, 8, 10, 11, 12, 13 e 14, Messina, anni '30.
- Policlinico di Modena (insieme a Ettore Rossi e altri), progetto 1933, fine lavori 1963.
- Municipio, Vibo Valentia, 1935.
- Istituto Tecnico e Ginnasio, Vibo Valentia, 1935-37.
- Ampliamento ospedale Regina Margherita, Messina, 1937.
- Comando Centrale Vigili del Fuoco, Messina, 1938, Via Antonio Salandra 39.
- Istituto di Anatomia Umana della Regia Università di Messina, Messina, 1938.
- Casa del Fascio, Castell'Umberto, 1939.
- Palazzo Littorio (direttore dei lavori tecnici[1]), Messina, 1940.
- Istituto Agronomico per l'oltremare, Firenze, 1941.